# معركة بوبيان
معركة بوبيان معركة بحرية ضمن حرب الخليج الثانية التي وقعت في المياه بين جزيرة بوبيان وأهوار شط العرب حيث الجزء الأكبر من القوة البحرية العراقية حاولوا الفرار إلى إيران مثل الكثير من القوة الجوية العراقية حيث دمرت سفن ومروحيات التحالف السفن الحربية العراقية.
كانت المعركة تماما من جانب واحد. كانت طائرات هليكوبتر الوشق من البحرية الملكية البريطانية تستخدم صواريخ سي سكوا المسؤولة عن تدمير 14 سفينة (3 كاسحة ألغام و1 زارعة ألغام و3 سفينة كرافت الهجومية السريعة و2 زورق دورية زهوك و2 سفينة إنزال و2 سفن إنقاذ و1 زارعة ألغام نوع 43 وسفينة أخرى) خلال المعركة. شهدت المعركة 21 التحام على مدار 13 ساعة. ما مجموعه 21 من 22 سفينة من التي حاولت الهرب دمرت. تم ضبط كل السفن الباقة من قبل الإيرانيين.
كانت معركة بوبيان مرتبطة بمعركة الخفجي حيث أرسل صدام حسين برمائية هجومية إلى الخفجي لتعزيز المدينة ضد هجوم التحالف. رصدت أيضا من قبل القوات البحرية للتحالف وبعد ذلك أبادتها وكان الإجراء الأخير للقوة البحرية العراقية هو اطلاق صاروخ دودة القز من قاذفة داخلية في البارجة يو إس إس ميسوري (بي بي-63) ومع ذلك تم اعتراضه من قبل صاروخ بحر دارت متوسط من المدمرة البريطانية غلوستر وتدميره.
البحرية العراقية مثل الكثير من القوة الجوية العراقية كانوا مترددين ويعتمدون على القوة الكامنة والأسلحة الدفاعية مثل الألغام البحرية. بعد معركة بوبيان انتهى وجود البحرية العراقية كقوة مقاتلة على الإطلاق وترك للعراق عدد قليل جدا من السفن وكلها في حالة سيئة.